# Lison-Pramaggiore Pinot grigio
Il Lison-Pramaggiore Pinot grigio è uno dei vini cui è riservata la DOC Lison-Pramaggiore.

## Caratteristiche organolettiche
- colore: da giallo paglierino ad ambrato con riflessi ramati.
- odore: delicato, caratteristico, fruttato.
- sapore: asciutto, armonico, caratteristico.

## Abbinamenti consigliati
Accompagna egregiamente piatti di pesce e minestre; ottimo con pesce bollito con salse, antipasti di pesce; consigliato anche come aperitivo.

## Produzione
Provincia, stagione, volume in ettolitri
- Pordenone  (1991/92)  190,81
- Pordenone  (1992/93)  271,89
- Pordenone  (1993/94)  378,28
- Pordenone  (1994/95)  567,18
- Pordenone  (1995/96)  333,97
- Pordenone  (1996/97)  405,85
- Treviso  (1990/91)  930,58
- Treviso  (1991/92)  1060,01
- Treviso  (1992/93)  1262,45
- Treviso  (1993/94)  1610,42
- Treviso  (1994/95)  1397,55
- Treviso  (1995/96)  1312,99
- Treviso  (1996/97)  1577,31
- Venezia  (1990/91)  1684,39
- Venezia  (1991/92)  5110,35
- Venezia  (1992/93)  5459,24
- Venezia  (1993/94)  7125,56
- Venezia  (1994/95)  7152,32
- Venezia  (1995/96)  9129,42
- Venezia  (1996/97)  10127,04